# Театр юных зрителей имени А. А. Брянцева
«ТЮЗ и́мени А. А. Бря́нцева» (Государственный театр юных зрителей имени А. А. Брянцева, Театр юных зрителей имени А. А. Брянцева, Ленинградский театр юных зрителей (ЛенТЮЗ)) — театр в Санкт-Петербурге, один из первых профессиональных репертуарных детских театров мира.

## История
Театр был основан А. А. Брянцевым и открылся 23 февраля 1922 года спектаклем «Конёк-Горбунок». Этот спектакль долгие годы был своего рода визитной карточкой театра, а Конёк-Горбунок — его эмблемой.
С 1922 по 1962 год театр занимал помещение бывшего Тенишевского училища на Моховой улице в Ленинграде (ныне в здании находится Учебный театр «На Моховой»).
В годы войны, с 1942 по 1944 год, труппа театра была в эвакуации на Урале. Актёры выступали на сцене Березниковского драматического театра.
В 1962 году театр переехал в современное, специально спроектированное для него здание (архитектор А. В. Жук) на площади, которой в том же году было присвоено имя Пионерской. В архитектурном проекте А. В. Жука, где нашли отражение разработки А. А. Брянцева, всё было адаптировано к театральным и педагогическим традициям Ленинградского ТЮЗа. Здание «старого ТЮЗа» (так называли его ленинградцы) было предоставлено Учебному театру.
Адрес театра Санкт-Петербург, Пионерская площадь, д. 1. Здание театра завершает перспективу Гороховой улицы на юг.
В 1962—1986 годах театр возглавлял З. Я. Корогодский.

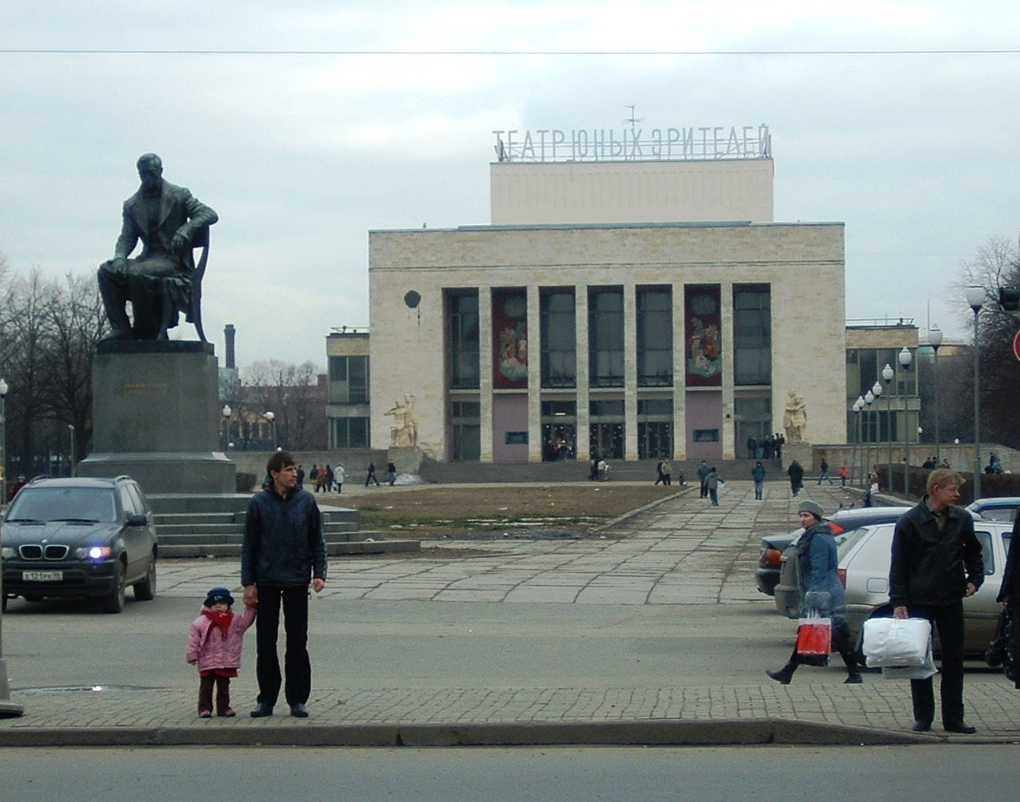
Ленинградский ТЮЗ имени А. А. Брянцева. Перед театром расположен памятник Грибоедову.

С 1980 года театр носит имя своего основателя А. А. Брянцева.
В 1986—1996 годах театр возглавлял А. Д. Андреев.
С февраля 1994 г. директором ТЮЗа является Светлана Васильевна Лаврецова. На начало 2023 года она продолжает занимать эту должность.
В 1996 году художественным руководителем театра стал Анатолий Праудин. В июне 1998 года с этой должности он был снят.
В 2002 году ТЮЗ имени А. А. Брянцева возглавил Григорий Козлов. Накануне начала сезона 2007/2008 Григорий Михайлович подал заявление об отставке, решив сосредоточиться на работе со студентами в своей мастерской в Театральной академии.
В 2007 году А. Я. Шапиро назначен руководителем художественных проектов, находился в этой должности до января 2021 года. 
В 2007 году Арсений Сагальчик был утверждён на пост главного режиссёра, коим и оставался вплоть до своей кончины в 2015 году.
В 2023 году главным режиссером стала Сусанна Цирюк.
В разные годы на сценических площадках ТЮЗа имени А. А. Брянцева поставил ряд спектаклей режиссёр Георгий Васильев (1946—2014), которые и по истечении лет сохраняются в репертуаре театра.

## Известные актёры театра
- И. П. Асмус (1941—1986)
- И. В. Агеев (род. 1958)
- А. И. Блок (1955—2015)
- Н. Л. Боровкова (род. 1949)
- Д. В. Бульба (1966—2020)
- О. В. Волкова (род. 1939)
- Я. М. Гудкин (1905—1979)

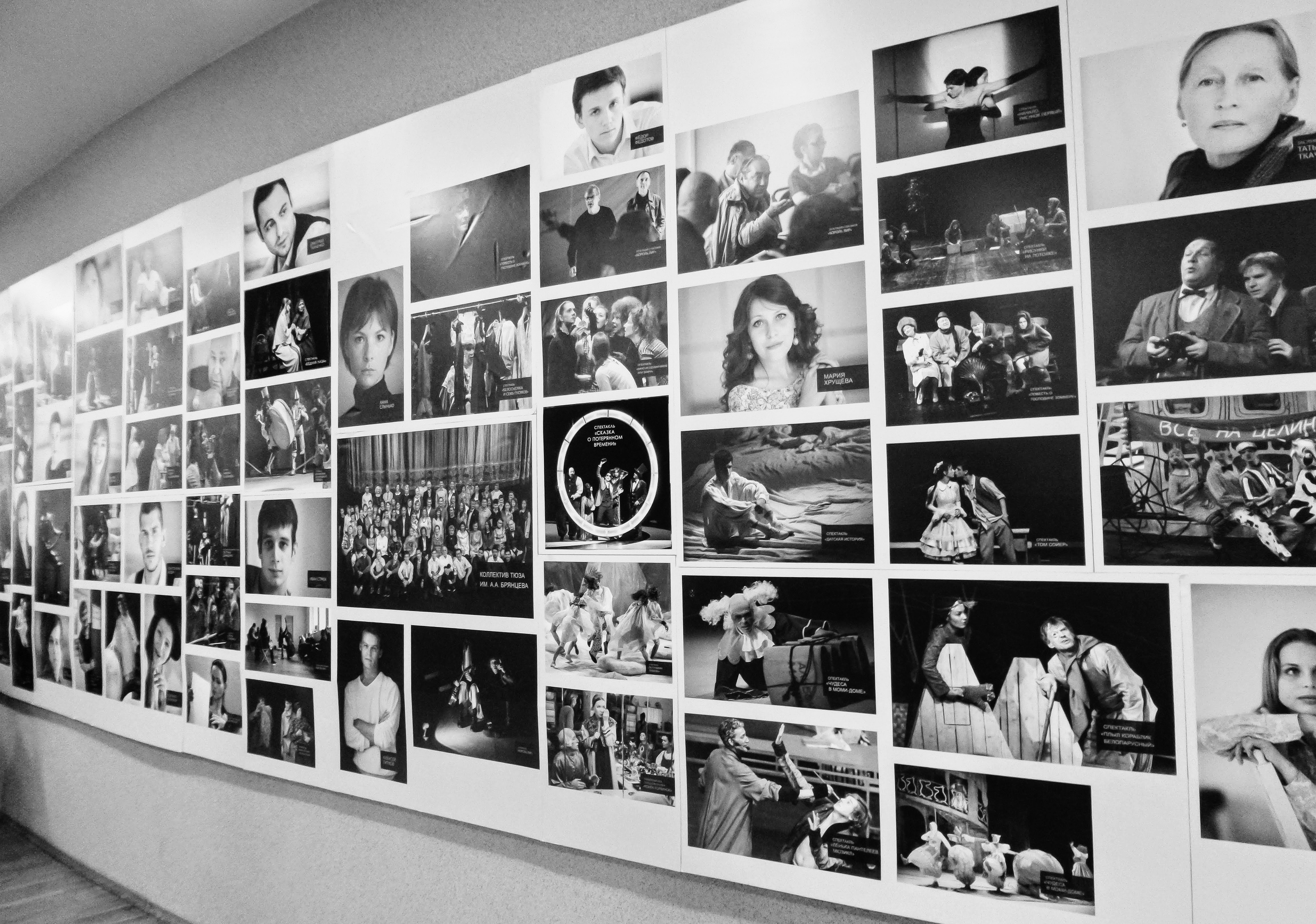
Стена в фойе театра с фотографиями актёров, 2019

- С. С. Дрейден (Донцов) (род. 1941)
- В. А. Дьяченко (род. 1958)
- Г. С. Егоров (род. 1950)
- Л. Д. Жвания (1949—2021)
- В. А. Зиновьев (род. 1958)
- Н. Н. Иванов (1943—2020)
- Н. Н. Казаринова (1907—1999)
- Ю. Ю. Каморный (1944—1981)
- А. П. Ковалёва (1919—1997)
- К. А. Крейлис-Петрова (1931—2021)
- Т. С. Кудрявцева (род. 1953)
- К. С. Кунтышев (1915—1998)
- И. В. Латышев (род. 1965)
- А. А. Лыков (род. 1961)
- О. Е. Лысенкова (1952—2009)
- Г. В. Мамчистова (род. 1940)
- С. Б. Надпорожский (род. 1941)
- И. Е. Овадис (род. 1952)
- Н. И. Попова (1949—2021)
- И. Л. Соколова (род. 1940)
- Г. Г. Тараторкин (1945—2017)
- В. С. Тодоров (1937—2022)
- А. Ю. Хочинский (1944—1998)
- С. В. Шелгунов (род. 1953)
- И. Г. Шибанов (1944—2019)
- А. Н. Шуранова (1936—2003)

## Награды и премии
- Серебряная медаль на Всемирной выставке в Париже (1925) (секция «Театральное искусство»)[5].
- Премия Ленинского комсомола (1968) — за создание спектаклей на историко-революционную и героическую темы («Олеко Дундич» А. Г. Ржешевского и М. А. Каца, «После казни прошу…» В. Г. Долгого и другие).
- Орден Ленина (1969)[6].
- Благодарность Президента Российской Федерации (17 февраля 2022 года) — за заслуги в развитии отечественной культуры и искусства[7].
- Премия Министерства культуры Российской Федерации имени Фёдора Волкова за вклад в развитие театрального искусства Российской Федерации (2022)[8]
- Почётный диплом Законодательного Собрания Санкт-Петербурга (20 февраля 2002 года) — за заслуги в деле развития театрального искусства и в связи с 80-летием со дня основания[9].